# محمدتقی نوری مازندرانی
میرزا محمدتقی نوری مازندرانی، علامه شیخ محمد تقی یال رودی، محمدتقی نوری طبرسی مازندرانی، علامه میرزا محمدتقی نوری، شیخ محمدتقی نوری (۱۲۰۱–۱۲۶۳ق) چهره سرشناس علمای شیعه در قرن سیزدهم قمری است.
وی مؤلف تعزیه عطف و نخستین مهلت خواستن امام حسین و بیش از سی تعزیه دیگر و دارای تالیفات فراوان دیگری می‌باشد.
گروه تعزیه علامه محمدتقی نوری نیز توسط گروهی از تعزیه‌خوانان یالرود به جهت پاسداشت نام بزرگ نسخه نویس تعزیه ایران، میرزا محمدتقی نوری از سال ۱۳۹۶ به اجرای مجالس تعزیه در مازندران و تهران می پردازد.
علامه محمدتقی نوری از شاگردان سید محمد مجاهد طباطبایی و ملا علی نوری است و همچنین مرجع تقلید مردمان زیادی در نور و مازندران بود.
میرزا محمدتقی نوری مازندرانی پدر حسین محدث نوری و پدربزرگ مادری شیخ فضل‌الله نوری و پدر او علی‌محمد مستوفی مازندرانی طبرسی می‌باشد. میرزا حسین نوری طبرسی فرزند محمدتقی نوری  در آثار خويش به ترجمه پدر آثار پرداخته و وفات او را در سال ۱۲۶۳ در سعادت آباد می داند، اما جنازه در وادی السلام نجف مدفون شد.

## خلاصه شرح حال
علامه محمدتقی نوری فرزند علی‌محمد نوری از علماء واعیان و فقهاء زمان خود بود که در فقه و اصول و علوم معقول و منقول مهارتی تمام داشت. شرحالش را فرزندش علامه محدث نوری در کتاب دارالسلام نوشته و خلاصه آن این است که:
«آن جناب در روز شنبه یازدهم ماه شوال المکرم سال ۱۲۰۱ هجری قمری متولد شده و برخلاف آباء و اقارب، دست از محاسبی دفتر و دیوان برداشته و راه مدارس علماء و محافل فضلاء را در پیش گرفت و هرچند از آن راهش بازداشتند، دوباره گریزان بدانها برمی‌گشت و چون امر تحصیل را در موطن خویش متوقف دید، از مازندران هجرت گزیده و به اصفهان آمد و چند سال در آنجا نزد حکیم ملا علی نوری و محمدابراهیم کلباسی (۱۱۸۰ اصفهان-۱۲۶۱ قمری) علوم عقلی نقلی را تحصیل کرد و پس از آن به عتبات رفت و در خدمت آقا سید علی طباطبایی (صاحب ریاض) و فرزندش آقا سید محمد مجاهد طباطبایی اندوخته‌های خود را به کمال رسانید و پس از فراغت به موطن خویش بازگشت و به تالیفات و تصنیف و ترویج شرع شریف و دین حنیف پرداخت و در سی‌سالگی مجمع کمالات صوری و معنوی گردید و در تحقیق، بحث و مرافعه آیتی گشت و زیاده برسیصد نفر طلاب را رعایت نموده و از اندیشه معاش فارغ‌البال می‌ساخت و در تعلیم مسائل به عوام و نشر آداب و احکام همی اقدام می‌کرد، چنان‌که در هر یک از دیهات آن حدود کسی را معین کرده که مسائل لازمه و تجوید قرائت را به اهل آن بیاموزند و محاضره‌ای خوش و زبانی دلکش و خطی زیبا و بیانی شیوا داشت و هماره با دلی نازک و چشمی گریان وزهدی نمایان به سر می‌برد و از اعمال و اخلاق خود مردم را موعظت می‌کرد و در امر به معروف و نهی از منکر و گرفتن اموال ظلمه و فساق و بخش کردن آن به مستحقین خودداری نداشت.» تا اینجا کلام «دارالسلام» بود.»
محمدتقی نوری پس از سال‌ها تحصیل و خودسازی به مازندران بازگشت و در زادگاهش سعادت‌آباد (نور) رحل اقامت افکند وی که عالمی برجسته و با فضیلت محسوب می‌شد، مورد توجه خاص همگان واقع گردید و بدین جهت فرصت بسیار مناسبی را برای گسترش و تبلیغ اسلام و مذهب تشیع پیدا کرد و الحق از این فرصت به نحو احسن استفاده نمود. توانایی علمی و فقیهی ایشان از یک سو و روحیه تواضع و ساده‌زیستی و اخلاق خوش وی از سوی دیگر سبب شد تا موفقیت ایشان روزافزون گرد.
او بسیار خوش خط و تند نویس بود و حافظه نیرومندی داشت و دارای طبع لطیف و روان نیز بود؛ و اشعار بسیاری سروده است که بعدها مورد استفاده قرار گرفت. محمدتقی نوری در ماه ربیع‌الاول سال ۱۲۶۲ هجری قمری در سعادت‌آباد (نور) از دنیا رفت و پیکر مطهرش به نجف حمل و در وادی‌السلام دفن گردید.
شرح حال مفصل علامه محمدتقی نوری به تازگی در ابتدای اثر ادبی ماتمکده منتشر شده است.

## خانواده میرزا محمد تقییال رودی(نوری مازندرانی)[۱۰][۱۱][۱۲]

### تاریخچه خانوادگی
محمدتقی نوری مازندرانی متعلق به خاندان نوری است. دودمان، خاندان یا سلسله نوری یکی از قدیمیترین دودمانها در جهان و از اسپهبدان اباختر یا اصفهبدان پریم (ساسانیان تبرستان) شروع می‌شود. لیست دوهزار ساله تاریخ دودمان نوری (نور و کجور منطقه‌ای است با بیش از هفت هزار سال تاریخ کهن که در گذشته به نامهای رویان و رستم دار نامیده می‌شد) بصورت زیر ردیف می‌شود:
نقل از تاریخ التدوین فی احوال جبال شروین و دفتر انساب خانوادگی:
جاماسب برادر قباد شاه ساسانی عم (عموی) انوشیروان عادل، نرسی، فیروز، گیلان شاه (جلوس ۲۷ قمری انتهی ۴۰ قمری مدت سلطنت ۱۳ سال)، بادوسپان، خورزاد، بادوسپان، نماور، سهراب، قارن، فریدون، شیرزاد، دیوبند، جمشید، شهریار، فرامرز، جلوس (حسام الدوله باهنر)، سیف الدوله با حرب، نصرالدوه، فخرالدوله نماور، هزاراسف، کیکاوس، جستان، زرین کمر، بیستون، نماور، مهراگیم، شاه کیخسرو، تاج ا لدوله زیار، گستهم، بیستون، کیومرث، کاوس (جلوس ۸۵۸ قمری انتها ۸۷۲ سلطنت ۱۵ سال)،
اولاد کاوس:
اسفندیار، بیستون، کیومرث، کاوس، محمدعلی (بهزاد) بیگا بزرگ (حکمران مازندران و اسداباد وغیره)، محمدعلی (بهزاد) بیگا کوچک (به قتل رسیده؟)، میرزا تقی پیشکار آغا محمد خان قاجار، علی‌محمد مستوفی مازندان و دارالطباعه و بیوتات سلطنتی (دارای ۹ اولاد)، محمد تقی نوری (دارای ۱۰ اولاد ۵ پسر و ۵ دختر).

### اسامی خواهران و برادران محمدتقی نوری
خانم معصومه، خانم فاطمه، آقای مهدی معروف بعمو، آقای نصیر، آقای جعفر، آقای محمدحسین مستوفی، آقای محمدعلی وزیر تهران، آقای احمد مستوفی مازندران و دارالطباعه و بیوتات سلطنتی.

### فرزندان محمدتقی نوری
او دارای ۱۰ فرزند بود. فرزندان نوری به ترتیب عبارت اند از:
- حسین محدث نوری (علامه نوری، میرزا حسین نوری , میرزا حسین یال رودی).
- آسیه مجتهد نوری مادر شیخ فضل‌الله نوری.
- حاج میرزا هادی نوری، ایشان پس از مدت مدیدی تحصیل علم در حوزه نجف به وطن بازمی‌گردد و سیزده سال مرجعیت نور و مازندران را به عهده می‌گیرد، تا اینکه در حدود ۱۲۹۰ ق می‌میرد.
- آقا میرزا علی نوری، که بعد از برادر بزرگش مرجعیت و ریاست دینی نور و مازندران را به عهده داشت.
- میرزا حسن نوری، از مدرسان فقه و اصول.
- میرزا قاسم نوری، از مدرسان فقه و اصول.
- خانم مریم نوری.
- خانم زهرا نوری.
- خانم آمنه نوری.
- خانم آقا باجی نوری.

## آثار و تألیفات بدون در نظر گرفتن تعزیه نویسی[۲۰]
از محمدتقی نوری مازندرانی، که بی‌گمان همان محمدتقی بن علی‌محمد نوری (۱۲۰۱–۱۲۶۳ ق) پدر میرزا حسین نوری می‌باشد. ۳ رساله است، به یک شیوه و در پیوند به یکدیگر، هریک با سرآغاز و پایانهٔ جداگانه. در آغاز سومین، نام نگارنده «محمدتقی نوری مازندرانی»، و در پایانهٔ دومین، نام رساله «زبدة المسایل» آمده است. در ذریعه به ۲۵ نگاشتهٔ محمدتقی نوری پیشگفته برخوردم که جز رسالهٔ «صومیه» (ش ۳)، دو رسالهٔ دیگر در میان آنها نیست.
از این عالم تالیفات ارزشمندی به یادگار مانده که اهم آن عبارتند از:
- ۱. رسایل (۳ رساله) ملاتقی نوری؛ زبدة المسایل؛ صومیه (۳ رساله)
- ۲. ارجوزة فی المنطق، به نظم تهذیب المنطق (ذریعه ۱/۴۹۸ و ۲۴/۲۰۲)،
- ۳. اطعمه و اشربه، فارسی (ذریعه ۲/۲۱۸)،
- ۴. امامت، فارسی (همان‌جا ۲/۳۲۳)،
- ۵. تشویق العارفین، منظومهٔ فارسی (همان‌جا ۴/۱۹۲)، مقدمه و تحقیق حجت الاسلام شیخ علی قهرمانی، انتشارات خویی قم ۱۳۹۵
- ۶. حبوة، فارسی (همان‌جا ۶/۲۴۲)،
- ۷. دلائل العباد؛ شرح الارشاد (همان‌جا ۸/۲۵۱ و ۱۳/۸۶)،
- ۸. رسالة فی ارث الزوجة (همان‌جا ۱۱/۵۵)،
- ۹. رسالة الرضاعیة (همان‌جا ۱۱/۱۹۰)،
- ۱۰. الرسالة الصومیة (همان‌جا ۱۱/۲۰۵)،
- ۱۱. الرسالة القزوینیة (همان‌جا ۱۱/۲۲۲)،
- ۱۲. سئوال و جواب، فارسی (۱۲/۲۴۴)،
- ۱۳. صید و ذباحه (۱۵/۱۰۵)،
- ۱۴. عدم نشر الحرمة بسبب الزنا (۱۵/۲۳۸)،
- ۱۵. الفور و التراخی (۱۶/۳۶۷)،
- ۱۶. العطایا (۱۷/۲۷۸)،
- ۱۷. کشف الاوهام فی حلیة شرب الدخان فی الرمضان، فارسی (۱۸/۲۲)،
- ۱۸. کشف الحقایق؛ اصول فقه (۱۸/۲۹)، (کشف الحقایق فی تحقیق عدم معذوریةالمخطی، فی العقلیات‌الصرفة و معذوریة المجتهدالمخطی فی المسائل‌الاصولیة[۲۳])،
- ۱۹. مجموع المدایح (۲۰/۱۰۲)،
- ۲۰. مجموعة المرائی (۲۰/۱۰۵)،
- ۲۱. مخزن الصلاة (۲۰/۱۰۲)،
- ۲۲. المدارج (۲۰/۲۳۶)،
- ۲۳. هبة الولی مدة الزوجة (۲۵/۱۵۹)،
- ۲۴. هدیة الانام فی معرفة الاحکام؛ رسالهٔ عملیهٔ فارسی، در چندین باب، در دو مجلد.
- ۲۵. الاشتقاق و تصریف، فارسی (ذریعه ۲/۱۰۰)،

## تدریس و شاگردان
مرحوم نوری در فقه و اصول، ادبیات عرب و فنون نظم و نشر مهارت داشت. خطی نیکو داشت. شخصیتی دانا، خوش‌اخلاق، متواضع و خوش‌برخورد بود. مردم را به سوی علم و دانش داعی و خلق خدا را به سوی حق و حقیقت هادی بود. همت و پشتکار او در حوایج مردم افزون بود. متجاوز از سی نفر از اهالی محل خویش را به درجه علم و کمال ارتقاء داد (در بین آنها شیخ عبدالنبی نوری استاد محمدتقی آملی و شیخ عباس کجوری نوری پیش‌نماز صاحب کتاب الاخلاق پدر شیخ فضل‌الله نوری) و عده‌ای از بی سوادان به همت او باسواد شدند.

## نگارش (تعزیه نویسی، تعزیه خوانی، نسخ و شعر مذهبی)
«ضمناً تعزیه خوانان و ذاکرین و شاعران مذهبی نظیر علامه میرزا محمد تقی نوری اهل یالرود به تهران تردد داشتند و در مراکز علمی و مدارس حوزوی به تحصیل می‌پرداختند و حتی در بلده، یالرود، پیل، آنگه رود (انگرود) و … حوزه علمیه در ۶ ماه از سال دائر بوده و این منطقه و شعرای این منطقه با اشعار نابی که می‌سرودند نقش به سزایی در برپایی مجالس تعزیه و همچنین سرودن اشعار فراوان برای مجالس چندگانه تعزیه داشتند و به نوعی می‌توان این منطقه را یکی از خاستگاه‌های تعزیه در ایران دانست ولی متأسفانه کمتر مورد اقبال اهالی تعزیه در ایران بوده‌اند.»
صادق همایونی در کتاب تعزیه خود به نسخ محمد تقی نوری نیز اشاره نموده است و حتی هاشم فیاض در مصاحبه‌ای که داشته از این تعزیه نویس نام برده است.

### نمونه مقتل نگاری (ماتمکده، متنی ادبی از دوره قاجار)[۲۸]
کتاب ماتمکده اثری از میرزا محمدتقی نوری مازندرانی با نثر آهنگین و اشعار زیادی که دارد، اثری فاخر و هنری محسوب شده و در سیر ادبیات عاشورائی، قدمی رو به جلو است.
پس از رایج شدن کتاب روضه الشهدا به علت نثر ادبی برجسته آن، تا مدت‌ها در محافل سوگواری بر اهل بیت، این کتاب مورد استفاده بود.
این کتاب یک مقتل و به عبارتی مصائب المعصومین با نثری شیوا و ادبی از نیمه قرن سیزدهم محسوب می‌شود. ماتمکده تاکنون چاپ نشده بود و اکنون بر اساس سه نسخه خطی تصحیح شده و با مقدمه‌ای مفصل منتشر شده است.
آنچه مربوط به کتاب حاضر می‌شود و باید به آن اشاره کرد، گره خوردن نثر ادبی و مقتل‌نگاری از دوره صفویه به بعد است. با توجه به ادوار نثر پارسی و وضعیت نثر در این دوره، متن مستقل و برجسته‌ای سراغ نداریم، نه از منشیان و ادیبان وابسته به حکومت‌ها و نه از عالمان و اندیشمندان دینی.
با ظهور سبک بازگشت ادبی در اواخر دوره زندیه و اوائل قاجار، نوشتن در گونه‌ها و انواع مختلف ادبی رایج شد و کم‌کم ادیبان و نویسندگان این دوره، سعی کردند اسطوره‌های نثر نویسی گذشته را الگو قرار دهند و بر منهج آنها، متونی پدیدآورند؛ این متون از منشأ دیوانی شروع شد و کم‌کم به متون مذهبی کشیده شد که اوج آن را در نثر بدایع نگار تهرانی می‌توان دید. ماتمکده توسط علیرضا اباذری و محسن شریفی دانا تصحیح شده و انتشارات سماء قلم در قم آن را چاپ و منتشر کرده است.
"ماتمکده اثری مفصل با نثری ادبی و مسجع از یک عالم دینی و به عبارتی یک مرجع تقلید محلی در قرن سیزدهم است. البته باید متذکر شد که ماتمکده، مانند هر متن ادبی دیگر، دارای پستی و بلندی و فراز و نشیب است. گاهی سطح نثر پایین می‌آید، در برخی موارد نثر امتیاز خاصی ندارد، گاهی استفاده از آرایه‌های ادبی و سعی در آهنگین کردن کلمات و جملات، برای نویسنده ایجاد مشکل کرده است. همچنین استفاده زیاد از سجع و دیگر آرایه‌های ادبی گاهی باعث شده آرایش متن به سمت بزک برود؛ ولی تهیه گزیدهای از آن، می‌تواندنمونهایدرخشانازنثرعهدقاجارراارائهکند. ضمنآنکهقّوتوتوانیکعالمدینیبزرگ را در خلق چنین اثری بیان می‌کند. "
'تشويق العارفين'
محمد كافي در كتاب تصحيح انتقادي تشويق العارفين چنين نقل ميكند : اين اثر منظومه اي است در 1024 بيت، در مواعظ و پند و اندرز . عناوين اين كتاب عبارتند از : نعت پيامبر اكرم (ص) ، مدح امام علي (ع) در ابتهال و مناجات با قاضي الحاجات ،‌در ذم نفس اماره ،‌در ذم علوم رسميه و بيان فساد علملء سوء، در مدحت علم ،‌در بيان آنانكه اظهار علم نمايند و در حقيقت عالم نيستند ،‌در تشويق به عالم نور و تذكير دارالسرور ، در نصيحت و پند به فرزند ، ‌در شكايت ابناي زمان و اتباع شيطان ، در مدح و‌ مخمس و تمثيل و ...   .
مخمس از كتاب تشويق العارفين
- دوش ديدم عاشقي را ناله هاي زار دارد
- خلوتي او بر گرفته ديده‌ي خمار دارد
- داستاني با دل شوريده‌ي افكار دارد
- عاشق بيدل كجا با خلق عالم كار دارد

بگذرد از هر دو عالم هر كه با ما كار دارد
 
- اي دريغا كاين وجودم صرف شد در مي پرستي
- از دو عالم بر گرفتم ساغر صهبا و مستي
- از ازل گرديده قسمت نيست بر تقدير دستي
- كار ما عشق است مستي نيستي در عين هستي

بگذرد از خود پرستي هر كه عشق يار دارد
 
- اي عزيزان از ازل گرديده قسمت رنج دشمن
- مفلس عورم ندارم چشم من در گنج دشمن
- واي واي از رنج دشمن آه آه از رنج دشمن
- گر تو وصل دوست خواهي دل بنه بر رنج دشمن

رنج گنج نيش نوش درد هجران يار دارد
 
- ديده خونبار دارد عاشقي از پي وليكن
- زردي رخسار دارد عاشقي از پي وليكن
- حرف بد بسيار دارد عاشقي از پي وليكن
- طعنه اغيار دراد عاشقي از پي وليكن

هر كه عاشق شد چه باك از طعنه اغيار دارد

### تعزیه«مهلت خواستن امام حسین» محمد تقی نوری[۳۰][۳۱][۳۲][۳۳][۳۴]
از جمله شاعرانی که در زمینه تعزیه نویسی تلاشی ارزشمند داشته‌اند، می‌توان از … محمدتقی نوری و سید مصطفی کاشانی معروف به میرعزا را می‌توان نام برد که خود تعزیه گردانی به نام بوده و مجلس تعزیه حربن ریاحی منسوب به اوست.
در دوره فتحعلی شاه میرزا محمد تقی نوری از محتهدین وقت تعزیه‌های متعددی سرود که از آن جمله تعزیهٔ مهلت خواستن امام حسین است و خود از نخستین تعزیه نامه‌ها به شمار می‌رود. در آغاز سلطنت ناصرالدین شاه دویست تا سیصد محل جداگانه برای برگزاری تعزیه، اعم از تکیه، حسینیه و میدان وجود داشته و هر کدام حدود دویست تا سیصد نفر را در خود جای می‌داده‌اند و این گویای رواج کامل تعزیه به شکل حقیقی امروز و دوران اوج آن است.»
میرزا محمدتقی، از رجال مذهبی عهد سلطنت فتحعلی‌شاه قاجار تعزیه نامه‌های بسیاری به رشته تحریر کشید. آقای مایل بکتاش، مجلسِ مهلت خواستن جناب امام حسین را از مجموعه دست نوشته‌های وی که تاریخ ۱۲۶۱ ه‍.ق دارد، ملاحظه کرده و بخش‌هایی از آن را در یکی از مقالات خود آورده است.
به عنوان نمونه یخشیهاای از نسخه ای که تاریخ کتابت آن ۱۲۶۱ هجری است نقل می‌کنیم:
......
ثنا می‌نمایم خدا را کزاو - سراسر جهان یافته رنگ و بو
خدائی که روز و شب آرد پدید - خدائی که نیکو و زشت آفرید
خدائی که افراشت این بیستون - جهان را ز قندیل آن رهنمون
ببسته بر او زرفشان تار را - بسوده بر آن سطح زنگار را
......
بر این نطع فیروزه گوهر نشاند - ز اشراق آن دیده خیره بماند
در ین مجمره ریخته بس عبیر - بسوزاندش از نار مهر منیر
بمیراند و زنده سازد دگر - کند خاکسار و نوازد دگر
ز فرتوت گیتی همه سالیان - هویدا از او کودکان بیکران
همه نغز گفتار و شیرین زبان - همه نیک کردار زیبا بیان
......
به رشته درآرد پس آن گوهران - فروشد به آن آنچه اندر نهان
جهان با فراخی نمودش نهان - نه با رنج در حلقهٔ دیدگان
یکی ذرٌه صد رنگ از شان او - به یکدم زهی نغز فرمان او
......
سه از چهار از هفت سازد عیان - دمادم به یک شان خدای جهان
پی لذٌت دیده خاکیان - چه فیروزه گون ساخته آسمان
چه بار گرانی میان هوا - نگه داشت از تار حرفی خدا
جهان را یکی پرده‌ای ساخته - به رخ‌ها که نیکوش پرداخته
خدائی که نیران و نور آفرید - پدیدار کرده شقی و سعید
......
کرامت نمودی به ما دین خویش - هدایت نمودی به آئین خویش
به ما آنچه دانی عطا کرده‌ای - از ارباب رشد هدا کرده‌ای
به سرٌا و ضرٌا ستایش تراست - به پیدا و پنهان سزا این مراست
......

### نمونه‌های نسخ خطی ۳۲ تعزیه محمدتقی نوری
در مجموع نمونه‌هایی از ۳۲ تعزیه نوشته شده توسط مبرزا محمدتقی نوری مازندرانی در کتابخانه و موزه ملی ملک و آستان قدس رضوی موجود است.

### نمونه نثر
در ادبیات منشیان و ادیبان درباری (دوره قاجار)، گاهی لغات رایج در دربار مانند لغات ترکی به کار می‌رود، اما در ماتمکده نشانی از این لغات نیست و بسامد لغات عربی بیشتر است. استفاده از آرایه‌های ادبی و صنایع مختلف معانی و بیان در این متن به وفور است. تشبیه، استعاره و کنایه از ارکان تصویر سازی و توصیفات است. توصیفاتی مانند:
- صبح ماتم عالم از افق بردمید
- گل جامه چاک زدی، سنبل مو پریشان شدی
- چون صبح آنروز س راز خاور کشید، توسن زّرین مهر درین پهندشت تکاو رگردید.
- پس قطرات سرشک دیدگان امیرمؤمنانـ علیها لسلام ـمانند باران برچهره تابان سّیده زنان ریخت،
- گلبرگ عذار آن دل شکسته زار با قطرات شبنم بهار آمیخت.
- جامه از روی مبارکش دور نمود؛ دیدکه شاهباز روح مقّدسش از شاخه تن پرواز نمود، به گلگشت فردوس اعلی ـ به کام دل ـ بال گشود.

...
- جهان رو به ویرانی نمود، غمدرها برچهره عالمیا نگشود، ملائکه خروشیدند، جّنیان جوشیدند، آدمیان زار نالیدند و چون ابر بهار باریدند، وحشیان تن به تن سینه زدند، انسیان سراپا نوحه و گریه شدند، مرغان شور در باغ و راغ انداختند، طیور آشیانهه را ماتمکده ساختند.
- پا از زیارت من نکشی، ساغر فراموشیام نچشی. از یادم برون نکنی، پیمانه نسیانم نزنی. پیوسته به مرقدم آیی، در رحمت بر رخم گشایی؛ چه با تو خو کردهام، عمری در جنابت به سر بردهام.
- چون آن معصومه را هوش دست داد؛ دیده مبارک بگشاد، لب شیرین گشود، این چنین فرمود کی بلال! اذان را تمام نما، زنگ کدورت از دلم بزدا. بلال شکسته بال معذرت خواست و به سوی منزل خویش پرداخت.[۴۲]

### نمونه شعر
ز تأثیر آتشین داستان که - سوزد جهان از کران تا کران
ز رفتار مانده کنون خامه‌ام - شده طی همه صفحه نامهام
---
به ما نسبت غّی و هذیان دهند - اکاذیب، بهتان وطغیان دهند
پی جیفه زخرف دار زور - بریدند پیوند غلمان و حور
---
ببارد همیشه به ما کینشان - دل ما به درد آورد دینشان
سراپا بسوزیم زین تند برق - درین بحر پرشور گردیم غرق
ازین زهر سوزد زما ناف و حلق - به بی حد بهما تار این کهنه دلق
به آزار این قبطیان پلید - هرآنکس که از ما نکو و سعید

### نویسنده قدیمی‌ترین نسخه‌ شبیه‌نامه
قدیمی‌ترین نسخه‌ شبیه‌نامه مربوط به میانه دوم حکومت فتحعلی‌شاه قاجار است. قدیمی‌ترین نسخه‌ای که در مورد شهادت امام پیدا شده، به نویسندگی «میرزامحمد تقی نوری مازندرانی» است که بسیار انسان اندیشمند و خردمندی بوده و کتاب‌های متفاوتی هم نوشته. جالب است که این عالم بزرگ دوره فتحعلی‌شاه دست به سرودن شبیه‌نامه زده.
اینکه در آن دوره میرزامحمد تقی نوری مازندرانی دست به سرودن شبیه‌نامه بزند و تعدادی نسخه جذاب در دوره خودش بنویسد، خیلی عجیب است. جالب‌تر اینکه عین همان نسخه‌هایی را که در شبیه‌خوانی سروده، پیش‌تر به شکل نثر برای مرثیه‌خوانی در کتاب معروفی به نام «ماتم‌کده» نوشته بود. در واقع ما دو جور روایت نثر و نظم داریم از مجالسی که ایشان به آن پرداخته و این می‌تواند سند جذابی برای پژوهشگران باشد.

### نمونه مدح
علی نهر کوثر علی سلسبیل
علی بی مثال و علی بی عدیل
علی طوبی و سدرة النتهی
علی صاحب تاج و تخت و لوا
علی آیت الله و سر خدا
علی شمس بیضا و بدر دجی
علی روح اقدس علی فیض حق
علی روز تابان و روشن فلق

## مطالبی با قابلیت تحقیق و بررسی و دقیق شدن
میرزا محمدتقی نوری مازندرانی در بیست و هفتم شوال سال ۱۳۲۹ هجری در محله سعادت آباد اصفهان وفات کرده (و نه محله سعادت آباد نور مازندران) و در قبرستان تخت فولاد اصفهان، آرامگاه بابا رکن‌الدین بخاک سپرده شده.
سنگ مزار اصلی وی از بین رفته (???) و چند سالی به همت مجموعه فرهنگی مذهبی تخت فولاد اصفهان سنگ مزاری جدید بر قبر ایشان گذاشته شده است.
جلال‌الدین همایی پاقلعه ای اصفهانی نوه رضا قلی خان همای شیرازی فرزند ملا بدیع خان بن ملاشاهشهان از ایل بیات فارس (که به اهتمام دکتر مهدی محقق مشهدی خراسانی و دکتر محمد خوانساری اصفهانی و دکتر محمدحسین ریاحی زندگی‌نامه او در کتاب و مقاله به تحریر درآمده) در تاریخ هفت جلدی بزرگ اصفهان - شامل تاریخ و جغرافیا و رجال و ابنیه و عمارات و مقابر و زبان و عادات و رسوم اصفهان از قدیمی‌ترین ایام تاریخی تا عهد حاضر - بسیار در مورد میرزا محمدتقی نوری مازندرانی می‌نویسد، از جمله:
میرزا محمدتقی نوری مازندرانی اصفهانی از بزرگ‌ترین تعبیرکنندگان خواب دوران قاجار در اصفهان بود. او از خاندان نوری و فرزند محمدعلی نوری مازندرانی است. این عالم ربانی یکی از اعجوبه‌ها و نوادر تعبیر خواب در تاریخ ایران به شمار می‌رود و حقاً باید او را از اقران و همتایان ابن سیرین به شمار آورد. جلال‌الدین همایی از مراجعه میرزا عبدالحسین سیدالعراقین، سید ابوالقاسم دهکردی و ناصرالدین شاه قاجار برای تعبیر خواب به او اشاره می‌کند.
میرزا محمدتقی نوری و علی بن قطب الدین بهبهانی توسط سید محمدباقر شفتی طارمی زنجانی (اصفهانی)، ملقب به حجه الاسلام، تفسیق (اصرار بر گناهان یا ترک مروت توسط شخص) شدند. میرزا محمدتقی نوری از شاگردان حاج محمدابراهیم کرباسی (حاج ابراهیم بن محمدحسن خراسانی کاخی، ۱۱۸۰ ق. اصفهان) بود و حدت ادارکی داشت؛ و تقویت از اقوال ضعاف می‌نمود؛ مانند این که در مضاف، قایل است به این که نجاست، از اسفل به اعلا سرایت می‌کند (بیماری از مریض به سالم منتقل می‌شود) و حال این که، این قول خلاف مشهور است.
وجود القاب (و امضای) دیگر امثال شریعتمدار، حجت الاسلام، فقیه الانام و ملجأالانام برای میرزا محمدتقی نوری مازندرانی مطلبی قابل تحقیق است.

## اشتباهاتی در شرحال نویسی میرزا محمدتقی نوری مازندرانی
میرزا محمدتقی نوری مازندرانی با اشخاص هم نام نوشته شده در زیر به اشتباه یکی گرفته می‌شود:

### محمدتقی نوری مؤلف سفرنامهمازندران
ملا محمدتقی نوری (... – پس از ۱۲۷۳ ق) مؤلف کتاب‌های الرساله الشهابیه و فی علاج الوبا؛
میرزا محمدتقی مجتهد (- پیش از ۱۲۹۴ ق) , از علمای مازندران و استرآباد (گرگان). در قرن سیزدهم هجری. از زندگی او اطلاع دقیقی در دست نیست. زیرا چند عالم مازندرانی و استرآبادی به همین نام در قرن سیزدهم می‌زیسته‌اند. به نوشته روزنامه وقایع اتفاقیه، و ناسخ التواریخ در جمادی الثانی ۱۲۷۳ ق وی به همراه چند تن دیگر از علمای برجسته مازندرانی و استرآباد (گرگان)، از جمله حاج ملا عبدالله مجتهد، حاج ملا محمد اشرفی، حاج میرزا حسین مجتهد و شیخ نصرالله قاضی پس از اشغال بندر بوشهر توسط انگلیسی‌ها، فتوای جهاد صادر کردند و در نامه‌ای به ناصرالدین شاه یا صدراعظم، آمادگی خود و داوطلبان مازندران و استرآباد را در نبرد با نیروهای انلیسی اعلام داشتند.

### میرزا محمدتقیسارویمازندرانی
میرزا محمدتقی ساروی (مازندران) که از علمای مشهور ساری بود و به نوشته آقابزرگ تهرانی وفات او ظاهراً در ۱۳۰۶ ق بوده است.

### میرزا محمدتقی نوریخراسانی
میرزا محمدتقی نوری (محمدتقی بن محمدمهدی نوری) منشی و بعدها وزیر محمد ولی میرزا، والی خراسان در دهه‌های نخست فرمان‌روایی فتحعلی شاه قاجار بوده است. او از روزگاری که محمد ولی میرزا فرزند فتح علی شاه حاکم سمنان بود، در دستگاه اداری او خدمت می‌کرد. هنگامی که فتحعلی شاه قاجار در ۱۲۱۸ هجری قمری (۱۸۰۳ م)، محمد ولی میرزا را که حاکم سمنان بود به ولایت خراسان گمارد، نوری همراه وی در قالب منشی‌گری به آن جا رفت و کتاب خویش را نیز دربارهٔ روی دادهای همین سال‌ها در آن جا نوشت و در آن از فرمان‌روایی افشاریان در خراسان و کشاکش‌های پایانی قاجاران با آخرین بازمانده‌های افشاریان (نادرمیرزا) گزارش داد.
او در سال‌های ۱۲۱۴ تا ۱۲۲۸ هجری (/ ۱۷۹۹–۱۸۱۳ م)، در خدمت محمد ولی میرزا بود و بر پایه بسیاری از دیده‌ها و شنیده‌هایش، روی دادهای این سال‌ها را در اثر خود گنجاند. کتاب نوری اشرف التواریخ منبعی کم مانند است؛ زیرا او خود در این سال‌ها در اردوی محمد ولی میرزا هنگام محاصره مشهد در آن جا بود و ستیزه‌های قاجاران را با افشاریان می‌دید. نوری پس از شکست خوردن نادر میرزا از شاه قاجار، به بازجویی از وی فرمان یافت.

## محمد تقی طبیب نوری  مازندرانی (کرمانشاهی)
محمد تقی طبیب نوری مازندرانی (کرمانشاهی) ابن محمد نبی نویسنده "مصححات افلاطون - عصر قاجاریه" و "دررالانوار فی الاسرارالحجار" و "صنعةالطبیعة و سرائرالخلیفة -عصر قاجاریه" دارالسلطنه کرمانشاهان در ۱۲۹۳ق  رساله از حکیم بلیناس در طبیعیات.